# Genola
Genola (Genola in piemontese, pronuncia: [genùla]) è un comune italiano di 2 561 abitanti della provincia di Cuneo in Piemonte. È situato sulla sponda destra del Grana-Mellea.

## Storia[4][5]

### Genola e le sue origini
Le origini di Genola sono molto antiche e risalgono ai primi insediamenti dell'uomo nella pianura cuneese. Per questo motivo non è possibile stabilire con esattezza il periodo della sua nascita, in quanto il tempo ha cancellato e corroso ogni traccia del passato, rendendo confuso ogni fatto o avvenimento.
Il primo agglomerato di case si formò ai tempi degli insediamenti delle popolazioni celtiche e in seguito divenne uno dei tanti pagi romani che si svilupparono lungo strade di secondaria importanza.
Le prime fonti documentate risalgono al 1050, anno in cui si attesta la proprietà della marchesa di Torino, Adelaide, moglie di Oddone I.
Nel 1300, nel borgo si stabilì la famiglia dei Tapparelli, alla quale si deve la costruzione del Castello; nel 1349 Giacomo d'Acaja investì Gioffredo del titolo di conte, originando il casato dei Tapparelli di Genola.
Nella prima metà del Cinquecento, gli eserciti di Francesco I di Valois e dell'imperatore Carlo V invasero Genola. Nel 1630 toccò alle truppe del marchese Richelieu.
L'inizio del XVIII secolo segnò lo sviluppo edilizio del paese, che ridisegnò quello che ancora oggi permane l'assetto urbano del suo centro.

### L'indipendenza
Nel 1796 Vittorio Amedeo III unì i tre quinti di Genola posti sotto la giurisdizione di Savigliano al territorio e al catasto del comune di questa città. Nel 1798 la violenta reazione di Fossano, interessata ad ottenere gli stessi diritti sui restanti due quinti del territorio, consentì alla comunità del piccolo borgo di presentare al governo francese domanda per ottenere l'indipendenza comunale. Seguirono da parte di Savigliano e Fossano costanti petizioni, memoriali, richieste di correzioni di confini e di risarcimento danni che convinsero le autorità francesi ad assumere dei provvedimenti tali da stroncare l'insorgere di nuove vertenze. L'11 gennaio 1808 fu firmato dall'imperatore Napoleone Bonaparte il decreto imperiale che, a far data dal 1º gennaio, eresse Genola comune autonomo.
I rapporti fra il neocomune di Genola e le città di Fossano e di Savigliano rimasero tesi per decenni a causa delle difficoltà a definire il riparto dei debiti e dei crediti. Con la prima si raggiunse un accordo in tempi relativamente brevi in quanto l'attivo e il passivo si equivalevano; diversa la situazione nei confronti della seconda in quanto i lunghissimi processi terminarono solo il 10 settembre 1855 con l'ordinanza emessa dalla Corte d'Appello di Torino che impose a Genola di corrispondere sessantacinquemila lire a Savigliano a titolo di perequazione.

### L'omicidio politico dell'avvocato Alfredo Cussino
Gli ultimi due anni della seconda guerra mondiale furono segnati da numerosi cruenti avvenimenti, che coinvolsero tragicamente Genola. Nel luglio 1944, si verificò un tragico episodio che si può inquadrare nel clima di terrore posto in atto soprattutto dai fascisti repubblichini, appoggiati dall'alleato nazista. L'avvocato Alfredo Cussino si trasferì da Torino a Genola perché impossibilitato ad esercitare la sua attività: di chiari sentimenti anti-fascisti, ebbe occasione di testimoniare la sua fedeltà ai valori liberal-democratici anche durante il soggiorno in Genola.
Il 26 luglio 1943, il giorno dopo l'arresto di Mussolini, tra il disorientamento dei fascisti, sulla piazza di Genola improvvisò un discorso per esprimere l'entusiasmo per quanto accaduto. Fu pubblicamente schiaffeggiato da fascisti locali, ma in quell'occasione i genolesi presero pubblicamente le sue difese e la situazione non degenerò.
Nel luglio 1944 fu prelevato da una colonna di militi fascisti, guidati dal federale di Savigliano Dino Ronza e portato con altri prigionieri sino al carcere di Cuneo. Il 29 luglio 1944 fu condotto lontano dal centro abitato e ucciso con alcuni colpi di fucile alla schiena, all'altezza del pilone di San Bernardo, sulla strada per Cuneo.
La salma fu recuperata da gente di Genola e composta nell'obitorio del cimitero, dove riposa nella tomba di famiglia. I fascisti rastrellarono ed arrestarono alcuni genolesi, che furono tenuti in ostaggio a Savigliano, per prevenire dimostrazioni di protesta per l'omicidio.
Sul luogo dell'esecuzione l'amministrazione democratica del dopoguerra fece erigere una stele ricordo, inaugurata in modo solenne il 28 luglio 1946, con l'orazione ufficiale tenuta da Luigi Bima, sindaco di Fossano. Il cippo fu progettato dall'arch. Carlo Bima; la scritta così recita: "Qui dove viltà fascista fece scempio del tuo fragile corpo aleggia fiero il tuo spirito. Monito agli Italiani. Frangar non flectar. Il Municipio di Genola."

### L'eccidio di Genola
Dopo l'omicidio di Cussino, Genola fu ancora spettatrice di gravi eventi bellici, fino all'eccidio della primavera del 1945.
Nei primi mesi dell'anno, l'ultimo della lunga guerra, si assistette a numerosi scontri armati fra partigiani e truppe nazi-fasciste. Uno degli episodi più violenti si verificò in regione Mattione. In questo periodo quattro cittadini di Genola perirono alla stazione ferroviaria di Cavallermaggiore, durante un bombardamento alleato, che colpì il treno diretto a Torino. Trovarono la morte i genolesi Bosio Stefano, Costanzo Antonio, Gosmar Stefano e Petrucci Anna in Bosio. Inoltre un bracciante agricolo genolese - probabilmente Stefano Belmonte - venne ucciso dai nazifascisti in un podere in località tra Via Levata e la Frazione Apparizione di Savigliano.
L'episodio più grave si verificò, però, nei giorni della liberazione del paese, quando Genola venne attraversata dalle truppe tedesche in ritirata, provenienti da Fossano.
Era la sera del 28 aprile 1945 e lungo la statale Transitava la 34ª divisione Brandenburgh, comandata dal generale Liebe. I tedeschi intendevano attuare una rappresaglia per vendicare l'uccisione di un loro soldato, avvenuta in circostanze poco chiare. Per costringere gli abitanti di Genola a consegnare il partigiano, venne ordinato il fermo di 10 residenti, successivamente fucilati. Il generale Liebe non prestò attenzione alle argomentazioni dei maggiorenti locali e di don Madurini, garanti dell'innocenza dei loro concittadini; a titolo di maggior convincimento quest'ultimo si offrì come ostaggio. In quei momenti di terrore e di confusione furono uccisi per le vie del paese Barbero Martino, Boglio Giuseppe e Borra Sebastiano; i loro cadaveri si rinvennero la sera in un orto all'inizio di via San Nazario, oggi via Vittorio Veneto. Anche se gli abitanti tentarono di fuggire nei campi o di nascondersi nei solai e nelle cantine, in breve tempo furono radunate circa duecento persone nella piazzetta dell'ala pubblica; fra queste gli ufficiali scelsero undici uomini, compreso un burattinaio di passaggio, Donà Amedeo residente a Caselle, che rinchiusero nella casa dei coniugi Marengo sulla strada per Fossano, alla quale appiccarono il fuoco con i lanciafiamme. Si trattava di Boglio Lorenzo, Borra Pietro, Capello Defendente, Gassi Giovanni, Mana Sebastiano, Marengo Francesco, Mondino Giacomo, Olivero Giovanni Battista, Picco Marco e Prato Giovanni Battista. Nonostante le approfondite ricerche, tra le macerie non si rinvennero i cadaveri di Picco Marco e di Boglio Lorenzo; di questo fatto non fu possibile dare una spiegazione. Perpetrata la strage, la divisione tedesca partì per Savigliano, ove si limitò a sparare contro le finestre delle case; a Nichelino commise un altro efferato eccidio.
Sui diversi fronti di guerra, dal 1940 al 1945, persero la vita sedici militari di Genola, che sono ricordati nella lapide posta nella piazzetta a lato dell'ingresso laterale della chiesa parrocchiale. Conseguenti a malattie contratte in guerra morirono nelle proprie abitazioni i soldati Cravero Giuseppe (22 novembre 1943) e Marchisio Mauro (20 agosto 1944). A guerra ultimata, il 10 giugno 1945, si registrò il decesso del ragazzino di dieci anni Ruffino Nicola per lo scoppio di un residuato bellico.

### Simboli
Lo stemma e il gonfalone del comune sono stati concessi con decreto del presidente della Repubblica del 12 aprile 2001.
Nello scudo sono riuniti, uno sull'altro, gli stemmi delle famiglie nobili dei Galateri, conti di Suniglia e Genola (partito: il 1º fasciato di rosso e di oro; il 2º di azzurro, alla banda d'argento, ripiena di rosso; il tutto col capo di oro, carico di una aquila bicipite di nero), e dei Tapparelli, conti di Genola e Lagnasco e marchesi d'Azeglio (partito controfasciato d'argento e di rosso).
Il gonfalone è un drappo di giallo.

## Monumenti e luoghi d'interesse

### Architetture civili
- Castello
- Palazzo dei Conti Tapparelli
- Villa dei Conti Tapparelli
- Palazzo dei Marchesi di San Vitale
- Villa Davico
- Villa Camburzano
- Villa storta[5]

### Architetture religiose
- Chiesa parrocchiale dedicata a San Michele Arcangelo
- Chiesa confraternita dedicata all'Immacolata Concezione
- Cappella di Santa Maria
- Cappella della Santissima Trinità
- Cappella di San Rocco
- Cappella di San Sebastiano
- Cappella di San Ciriaco
- Cappella di Santa Maria Ausiliatrice
- Cappelle della Madonna dei Quadretti e dei Santi Angeli Custodi
- Oratorio privato dei Conti Tapparelli
- Oratorio della Granetta
- Piloni

### Opere d'arte
- Affreschi di inizio Cinquecento della chiesa parrocchiale
- Affresco del Quattrocento dell'antica chiesa confraternita
- Acquasantiera e battistero
- Affreschi murali
- Quadro di San Marziano
- Tela di Giuseppe Chiantore
- Meridiana

### La finestra sul castello
La Finestra sul Castello è un piccolo parco, alle spalle del Castello di Genola, dove si possono trovare un Palco completo di luci per concerti od eventi di vario genere, la Biblioteca civica, una sala polivalente, un piccolo parco giochi, il tutto corredato da giardinetti con alberi e fiori.

## Società

### Evoluzione demografica
Abitanti censiti

### Etnie e minoranze straniere
Secondo i dati Istat al 31 dicembre 2017, i cittadini stranieri residenti a Genola sono 197, così suddivisi per nazionalità, elencando per le presenze più significative:
1. India, 33
2. Albania, 26
3. Romania, 22

### Istituzioni, enti e associazioni
- Ass. Turistica Pro Loco Di Genola
- Associazione Sportiva Dilettantistica Gabriella Vivalda Onlus
- Associazione Genitori In Cortile
- Associazione Italiana Persone Down
- Associazione Underground
- Gruppo Alpini Di Genola
- Associazione AltraCultura
- Comitato Gemellaggio Genola-Marcos Juarez

## Cultura

### Prodotti tipici

#### Quaquara
La Quaquara è il dolce tipico di Genola, prodotto fin dall’antichità in occasione della celebrazione del patrono del paese, San Marziano, commemorato la terza domenica di maggio. Il dolce è molto amato e richiesto principalmente durante la Sagra di San Marziano, ma viene utilizzato anche durante l'anno per la preparazione di diversi dolci, come per esempio il gelato.
La Quaquara è diventata negli anni un simbolo di Genola e rappresenta l'orgoglio della comunità locale. Inoltre, la ricetta delle Quaquare ha una sua storia e tradizione, nel passato era segreta, ma con il trascorrere degli anni è stata tramandata di generazione in generazione, trasformandosi in un vero e proprio tesoro della cultura gastronomica piemontese. Tuttavia, oggi questa ricetta non è più un segreto e questo biscotto è diventato un simbolo della tradizione culinaria di Genola, apprezzate anche da altri paesi. Infatti, vengono vendute in tutte le pasticcerie della zona.
Riguardo la loro origine non sono stati trovati documenti storici, ma le uniche informazioni sono tramandate dalla tradizione orale. Probabilmente il nome deriva da un coleottero, il maggiolino, comune fino agli anni '60 nelle campagne, durante il mese di maggio con l’arrivo della primavera. L’espressione piemontese di questo maggiolino è “Quaquara” e da qui ha origine il nome del biscotto.
Per la creazione del dolce sono necessari pochi e semplici ingredienti, la ricetta è composta da: burro, farina di grano tenero, uova, scorza di limoni, zucchero e mandorle, che in passato venivano raccolte dagli alberi della zona e poi sgusciate a mano, oggi, invece, si utilizzano mandorle armelline già pulite e sbucciate. Le famiglie tramandano la ricetta e ogni anno, per la creazione e la cottura dei dolci, gli abitanti del paese si prenotano in una fascia oraria presso il forno comunale, in cui è presente uno strumento che permette il passaggio dell’impasto creando la forma tipica delle Quaquare. Il forno comunale viene gestito durante tutto il mese di maggio da volontari e messo a disposizione ai residenti del paese. Vengono sfornati circa tre quintali e mezzo di biscotti al giorno per tre settimane. Ogni famiglia è solita impastare con una particolare tecnica i vari ingredienti con ordine differente, secondo le ricette tramandate; ciò comporta al prodotto finito un gusto unico e mai uguale, ma la loro consistenza rimane friabile e leggermente croccante in tutti i casi.
Terminata la cottura, i biscotti prodotti vengono conservati tutto l'anno dentro appositi contenitori in vetro chiamati burnie, con chiusura ermetica, mantenendo l'originario profumo e sapore.
Inoltre, per garantire la possibilità a tutti i residenti di usufruire del forno comunale, dal 2019 ogni nucleo famigliare Genolese ha a disposizione una carta, chiamata "Quaquara Card". La tessera dà la possibilità di cuocere fino ad un massimo di 5 chilogrammi di burro all’anno, ma l’effettiva quantità di burro scelta verrà comunicata durante la prenotazione, gestita dai volontari della ProLoco.

## Amministrazione
Di seguito è presentata una tabella relativa alle amministrazioni che si sono succedute in questo comune.
| Periodo        | Periodo        | Primo cittadino    | Partito                               | Carica  | Note   |
| -------------- | -------------- | ------------------ | ------------------------------------- | ------- | ------ |
| 15 giugno 1985 | 19 maggio 1990 | Giovanni Ariaudo   | Democrazia Cristiana                  | Sindaco | [ 11 ] |
| 19 maggio 1990 | 24 aprile 1995 | Flavio Aimetta     | Democrazia Cristiana                  | Sindaco | [ 11 ] |
| 24 aprile 1995 | 14 giugno 1999 | Gianfranco Capello | lista civica: Indipendenti per Genola | Sindaco | [ 11 ] |
| 14 giugno 1999 | 14 giugno 2004 | Gianfranco Capello | lista civica: Indipendenti per Genola | Sindaco | [ 11 ] |
| 14 giugno 2004 | 8 giugno 2009  | Piermarco Aimetta  | lista civica: Indipendenti per Genola | Sindaco | [ 11 ] |
| 8 giugno 2009  | 26 maggio 2014 | Gianfranco Capello | lista civica: Indipendenti per Genola | Sindaco | [ 11 ] |
| 26 maggio 2014 | 27 maggio 2019 | Stefano Biondi     | lista civica: Genola liberamente      | Sindaco | [ 11 ] |
| 27 maggio 2019 | In carica      | Flavio Gastaldi    | lista civica: Genola liberamente      | Sindaco |        |

### Gemellaggi
- Marcos Juárez (Argentina)